# مخ الأتان (حكاية)
مخ الأتان (بالإنجليزية: Ass`s Brain) من حکایات إيسوب التي ذاعت في الآداب المختلفة حول العالم.

## الحكاية
ذهب الأسد والثعلب ليصطادا معا ذات يوم. فأرسل الأسد بناء على نصيحة الثعلب رسالة إلى الأتان يعرض عليه أن يقيم تحالفا بين أسرتيهما، فجاء الأتان إلى مكان الاجتماع تغمره الفرحة لمشاهدة الحليف الملكي. لكن ما أن شاهد الأسد الأتان حي قفز فوق الأتان وهو يقول للثعلب: هذا هو غذاؤنا اليوم راقبه جيدا حتى أذهب الأخذ سنة من النوم. ويل لك لو لمست فریستي!
وذهب الأسد بعيدا، وظل الثعلب ينتظر. ولما وجد سيده لم يرجع فقد غامر واستولى على دماغ الأتان وأكل مخه. وعندما عاد الأسد لاحظ في الحال غياب دماغ الأتان ومخه، فسال الثعلب: ماذا فعلت بالمخ ؟ فأجاب الثعلب: أي مخ یا صاحب الجلالة؟ لو أن لديه مخا ما وقع في الشرك الذي صنعته له!
الحكمة الأخلاقية: الشخص الذكي، لديه دائما الجواب الحاضر.